# Dillingen/Saar
Dillingen an der Saar is een gemeente in de Duitse deelstaat Saarland, gelegen in de Landkreis Saarlouis. De stad telt 19.801 inwoners.

## Industrie en werkgelegenheid
In Dillingen/Saar bevindt zich het hoogovencomplex van ROGESA, dit is een joint-venture tussen de Dillinger Hütte en Saarstahl AG. De hoogoven behoort tot de grotere hoogovens in Duitsland en vormt een van de grootste werkgevers in Saarland.

## Afbeeldingen

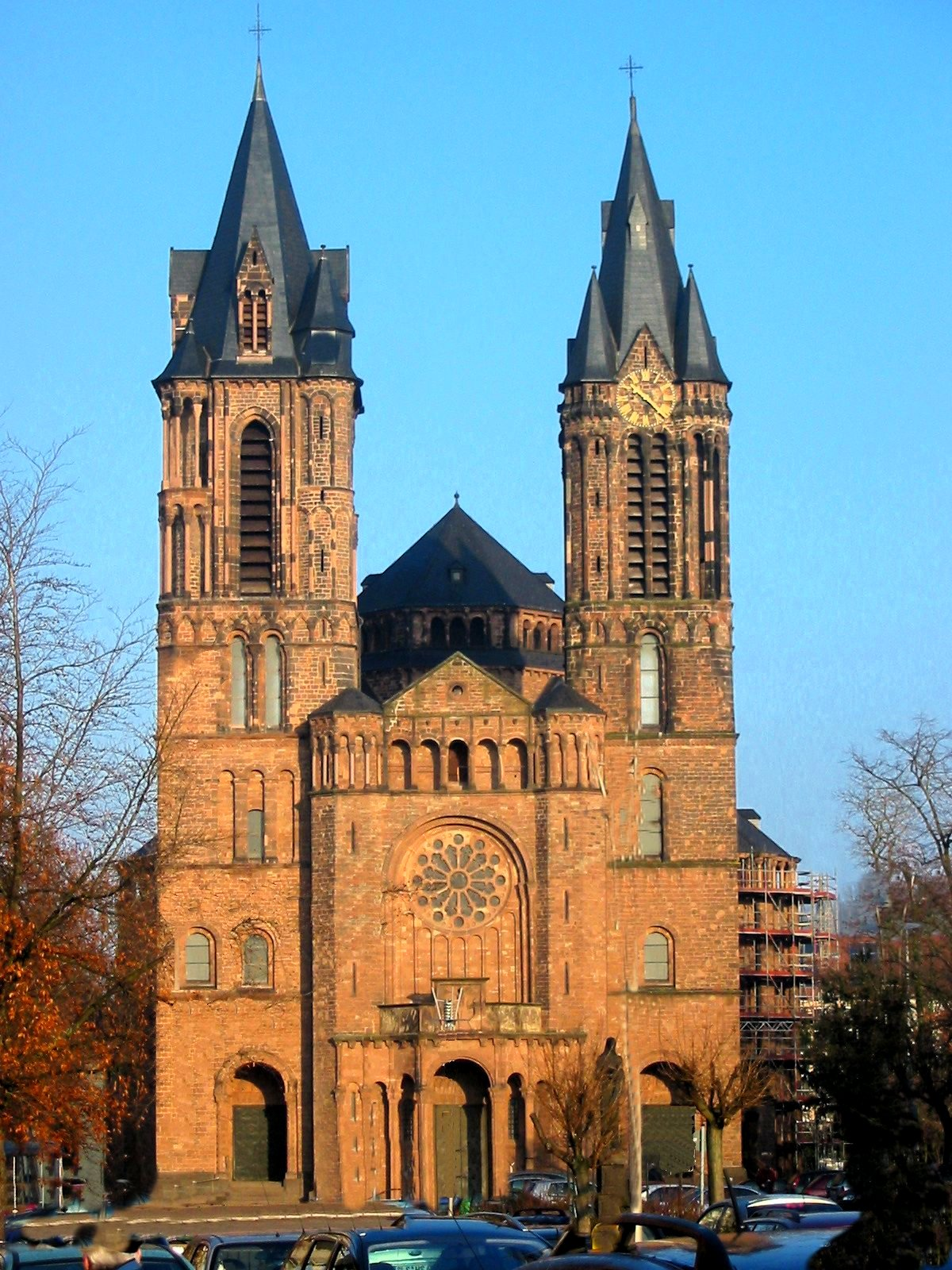
Saardom
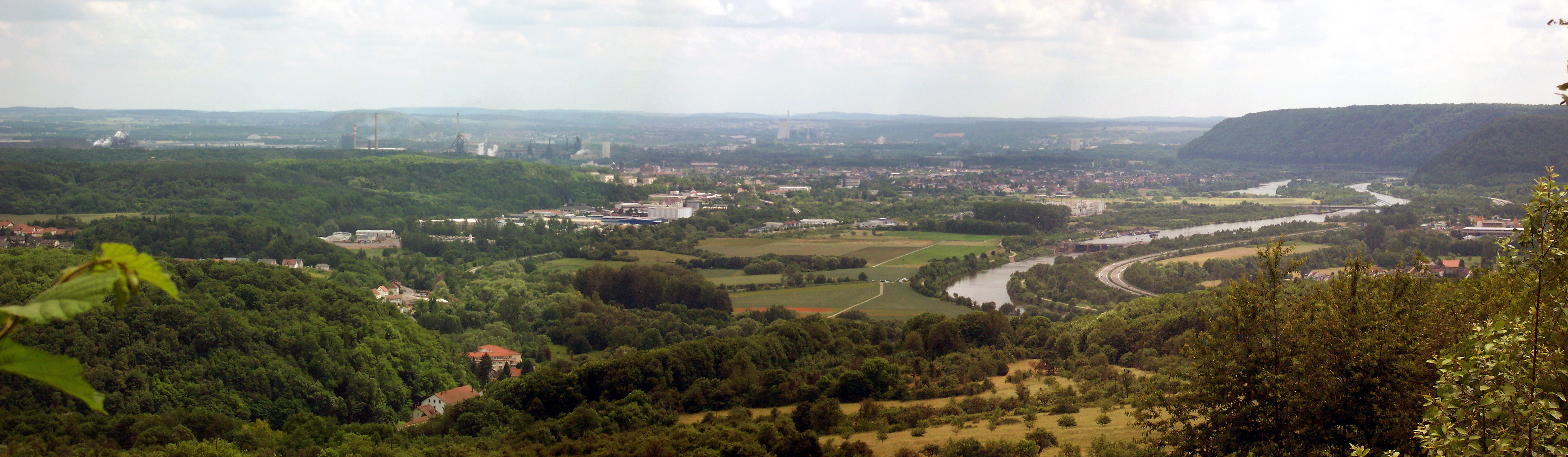
Gezicht op Dillingen
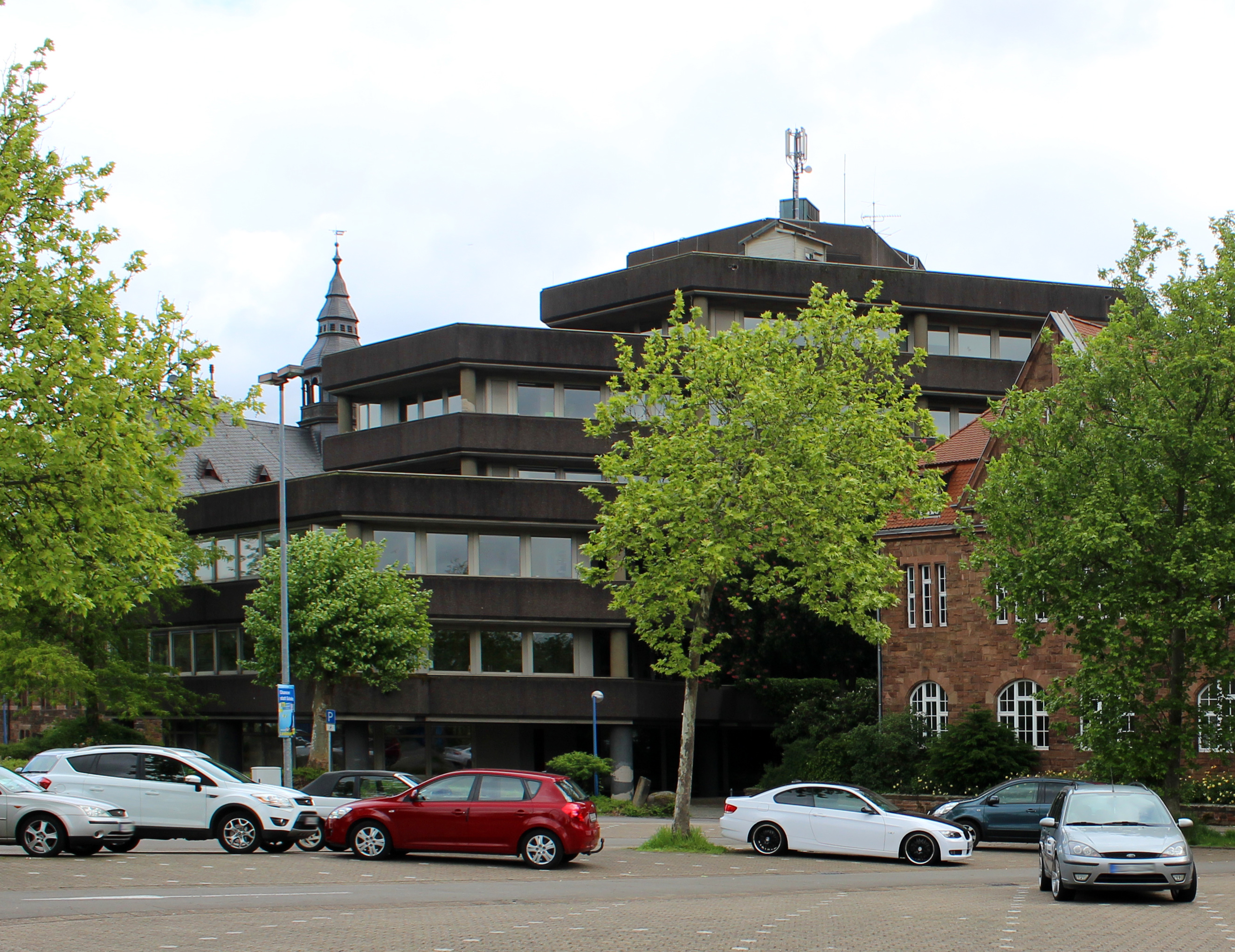
Gemeentehuis
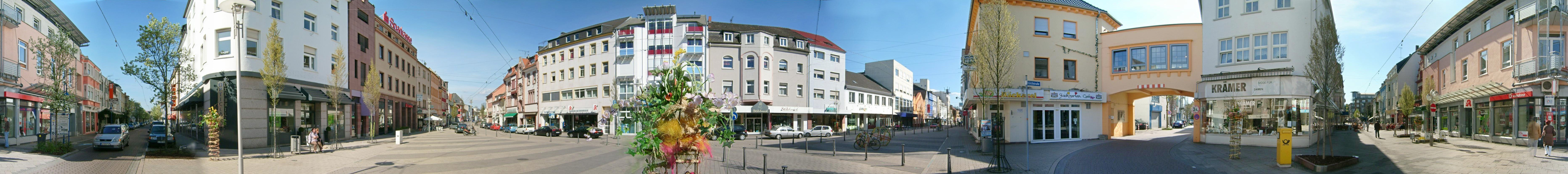
Gleisdreieck
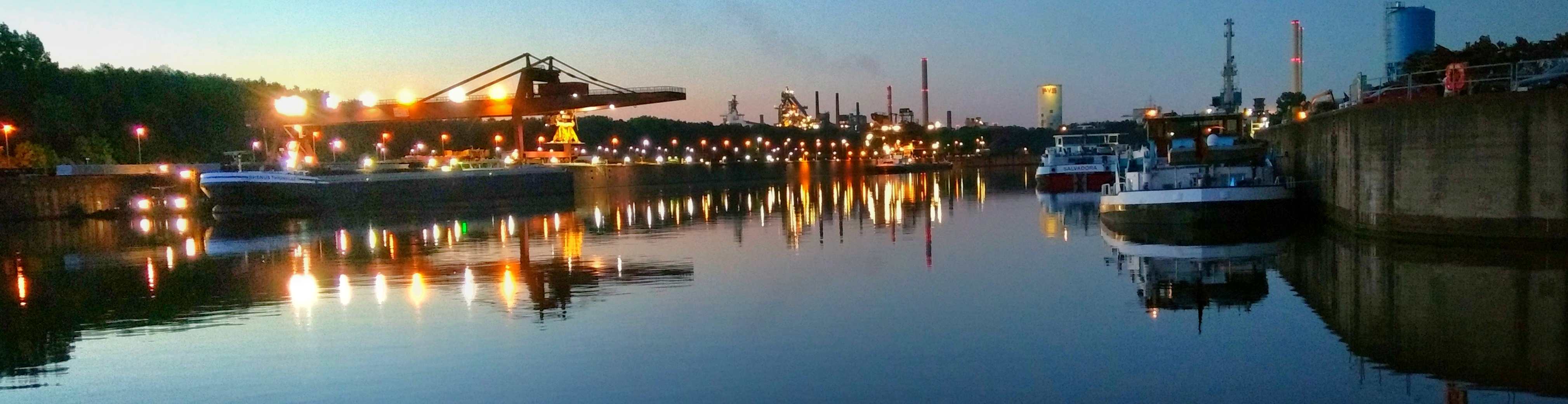
Haven
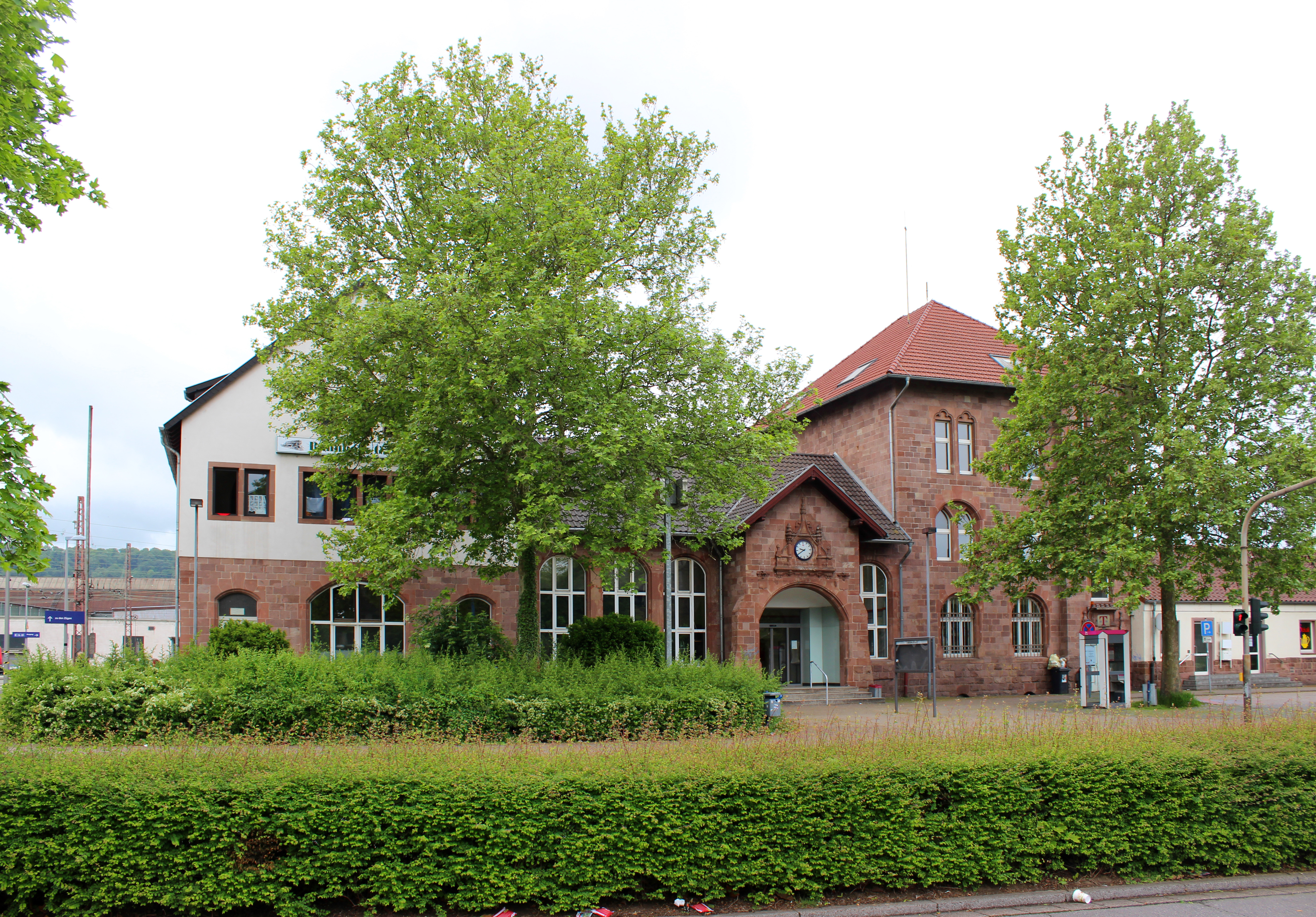
Station

Bous ·
Dillingen/Saar ·
Ensdorf ·
Lebach ·
Nalbach ·
Rehlingen-Siersburg ·
Saarlouis (stad) ·
Saarwellingen ·
Schmelz ·
Schwalbach ·
Überherrn ·
Wadgassen ·
Wallerfangen